# Elezioni parlamentari in Algeria del 1991
Le elezioni parlamentari in Algeria del 1991 si tennero il 26 dicembre per il rinnovo dell'Assemblea popolare nazionale.

## Risultati
| Liste                                                            | Voti      | %    | Seggi |
| ---------------------------------------------------------------- | --------- | ---- | ----- |
| Fronte Islamico di Salvezza                                      | 3.260.222 | 47,3 | 188   |
| Fronte di Liberazione Nazionale                                  | 1.612.947 | 23,4 | 15    |
| Fronte delle Forze Socialiste                                    | 510.661   | 7,4  | 25    |
| Movimento della Società per la Pace                              | 368.697   | 5,4  | 0     |
| Raggruppamento per la Cultura e la Democrazia                    | 200.267   | 2,9  | 0     |
| Movimento della Rinascita Islamica                               | 150.093   | 2,2  | 0     |
| Movimento per la Democrazia in Algeria                           | 135.882   | 2,0  | 0     |
| Partito del Rinnovamento Algerino                                | 67.828    | 1,0  | 0     |
| Partito Nazionale per la Solidarietà e lo Sviluppo               | 48.208    | 0,7  | 0     |
| Partito Socialdemocratico                                        | 28.638    | 0,4  | 0     |
| Movimento Algerino per la Giustizia e lo Sviluppo                | 27.623    | 0,4  | 0     |
| Movimento Democratico per il Rinnovamento Algerino               | 10.934    | 0,2  | 0     |
| Raggruppamento Arabo Islamico                                    | 10.824    | 0,2  | 0     |
| Partito Social Liberale                                          | 9.272     | 0,1  | 0     |
| Alleanza per la Giustizia e la Libertà                           | 9.898     | 0,1  | 0     |
| Unione per la Democrazia e le Libertà                            | 9.298     | 0,1  | 0     |
| Algerian Boumedien Islamic Rally                                 | 9.037     | 0,1  | 0     |
| Movimento della Gioventù Democratica                             | 8.902     | 0,1  | 0     |
| Unione delle Forze Democratiche                                  | 8.853     | 0,1  | 0     |
| Partito di Unità Popolare                                        | 7.731     | 0,1  | 0     |
| Partito dell'Unione Araba Islamica Democratica                   | 7.283     | 0,1  | 0     |
| Alleanza Nazionale dei Democratici Indipendenti                  | 6.867     | 0,1  | 0     |
| Generazione Democratica                                          | 6.726     | 0,1  | 0     |
| Fronte di Salvezza Nazionale                                     | 6.575     | 0,1  | 0     |
| Partito Socialista dei Lavoratori                                | 6.464     | 0,1  | 0     |
| Associazione Popolare per l'Unità e l'Azione                     | 6.455     | 0,1  | 0     |
| Ecologia e Libertà                                               | 5.558     | 0,1  | 0     |
| Partito Repubblicano Progressista                                | 4.872     | 0,1  | 0     |
| Unione delle Forze per il Progresso                              | 4.184     | 0,1  | 0     |
| Fronte dell'Unità Jihad                                          | 3.899     | 0,1  | 0     |
| Independence Generations' Front                                  | 3.860     | 0,1  | 0     |
| Republican Party                                                 | 3.668     | 0,1  | 0     |
| Front for Algerian Democratic Authenticity                       | 3.600     | 0,1  | 0     |
| Algerian Liberal Party                                           | 2.934     | 0,0  | 0     |
| Algerian Party of the Essential Man                              | 2.698     | 0,0  | 0     |
| Ahd 54                                                           | 2.490     | 0,0  | 0     |
| Democratic Progressive Party                                     | 2.380     | 0,0  | 0     |
| Algerian National Rally                                          | 2.045     | 0,0  | 0     |
| Party of Law                                                     | 1.476     | 0,0  | 0     |
| Social Movement for Authenticity                                 | 1.225     | 0,0  | 0     |
| Algerian Party for Justice and Progress                          | 1.222     | 0,0  | 0     |
| Social Justice Party                                             | 1.186     | 0,0  | 0     |
| Popular Forces' Front                                            | 1.067     | 0,0  | 0     |
| Rally for National Unity                                         | 933       | 0,0  | 0     |
| Organisation of the Forces of Free Revolutionary Islamic Algeria | 930       | 0,0  | 0     |
| Algerian Nation's Youth Rally                                    | 928       | 0,0  | 0     |
| Algerian National Party                                          | 816       | 0,0  | 0     |
| Movement for the Islamic Risala                                  | 188       | 0,0  | 0     |
| National Rally for Progress                                      | 111       | 0,0  | 0     |
| Indipendenti                                                     | 309.264   | 4,5  | 0     |
| Totale                                                           | 6.897.719 |      | 231   |
| Voti nulli/bianchi                                               | 924.906   | -    | -     |
| Totale                                                           | 7.822.625 |      |       |